# Río Espinarejo
El río Espinarejo o río Rivilla es un curso de agua del centro de la península ibérica, afluente del Arevalillo. Discurre por la provincia de Ávila.

## Nomenclatura
Según el tramo, al río se le puede conocer con varios nombres: río o arroyo Villaflor, río Ovieco, río de Viñegra, río Rivilla o río Espinarejo. Estos cambios de nomenclatura se asocian a los distintos núcleos por los que discurre (Villaflor, Casas de Ovieco...)

## Descripciones históricas
Le cruza un pequeño río que nace en Sanchorreja, y pasando a la izquierda de este pueblo desemboca en el Arevalillo por bajo de Papatrigo.- Descripción del río Rivilla/Espinarejo en la descripción de Villaflor de Pascual Madoz

## Figuras de protección
Junto con el río Arevalillo, el río Rivilla se encuentra declarado como zona de protección especial por la Confederación Hidrográfica del Duero.